# Eloy Azorín
Eloy Azorín, all'anagrafe Eloy José Arenas Azorín (Madrid, 19 febbraio 1977), è un attore spagnolo, noto per aver interpretato il ruolo di Javier Alarcón nella serie Grand Hotel - Intrighi e passioni (Gran Hotel), per quello di Pablo nella serie Senza identità (Sin identidad) e per quello di Fernando Fábregas nella serie Alto mare (Alta mar).

## Biografia
Eloy Azorín è nato il 19 febbraio 1977 a Madrid da padre Eloy Arenas, attore comico, e da madre Amelia Azorín. Ha fatto il suo debutto sul grande schermo nel 1996, all'età di diciannove anni, interpretando il ruolo di Pablo nel film drammatico Como un relámpago, mentre nel 1999 recitò al fianco di Marisa Paredes nel film drammatico Tutto su mia madre, diretto da Pedro Almodóvar, nella parte di Esteban, diciassettenne innamorato del cinema e alla ricerca del padre. Nel 2006 impersonò invece Jofré Borgia nella pellicola Los Borgia di Antonio Hernández.
Tra il 2011 e il 2013 interpretò il ruolo principale di Javier Alarcón nella serie televisiva di Antena 3 Grand Hotel - Intrighi e passioni (Gran Hotel) e tra il 2010 e il 2012, quello di Edu in Aída. In seguito, tra il 2014 e il 2015, ricoprì il ruolo principale di Pablo López Redondo nella serie televisiva Senza identità, al fianco di Megan Montaner. Azorín apparve inoltre nel video musicale Canción de guerra del gruppo indie folk Supersubmarina, e nel videoclip di Everyday, everynight, singolo della cantante spagnola Russian Red. Sempre nel 2013 ha presentato la cerimonia di premiazione del concorso cortometraggi No te cortes.
Nel 2016 ha partecipato al capitolo 120 della serie di Telecinco, La que se avecina, dove interpreta Gonzalo, un attraente vedovo che ha bisogno dell'aiuto psicologico di Judith (Cristina Castaño), e che finisce con la schizofrenia psicotica.
Eloy Azorín ha scritto il prologo del libro Il mondo giallo di Albert Espinosa.
Nel gennaio 2018, la serie Apaches è stata presentata in anteprima su Antena 3, a cui partecipa come attore principale. Nel 2019 e nel 2020 ha interpretato il ruolo di Fernando Fábregas nella serie Alto mare (Alta mar) di Netflix.

## Filmografia

### Cinema
- Como un relámpago, regia di Miguel Hermoso (1996)
- Atómica, regia di David Menkes e Alfonso Albacete (1998)
- Tutto su mia madre (Todo sobre mi madre), regia di Pedro Almodóvar (1999)
- Aunque tú no lo sepas, regia di Juan Vicente Córdoba (2000)
- Besos para todos, regia di Jaime Chávarri (2000)
- Giovanna la pazza (Juana la loca), regia di Vicente Aranda (2001)
- Canícula, regia di Álvaro García-Capelo (2002)
- Cuba, regia di Pedro Carvajal (2002)
- Guerreros, regia di Daniel Calparsoro (2002)
- El año del diluvio, regia di Jaime Chávarri (2004)
- A+ Amas, regia di Xavier Ribera Perpiñá (2004)
- Camarón, regia di Jaime Chávarri (2005)
- Skizo, regia di Jesús Ponce (2006)
- Los Borgia, regia di Antonio Hernández (2006)
- No me pidas que te bese porque te besaré, regia di Albert Espinosa (2008)
- Todas las canciones hablan de mí, regia di Jonás Trueba (2010)
- Invasor, regia di Daniel Calparsoro (2012)
- Pongo, il cane milionario (Pancho, el perro millonario), regia di Tom Fernández (2014)
- L'avvertimento (El aviso), regia di Daniel Calparsoro (2018)
- ¿Qué te juegas?, regia di Inés de León (2019)
- Hasta el cielo, regia di Daniel Calparsoro (2020)
- Jaula, regia di Ignacio Tatay (2022)

### Televisione
- Hermanas – serie TV, 1 episodio (1998)
- La vida en el aire – serie TV, 13 episodi (1998)
- Ausias March, regia di Daniel Múgica – film TV (2003)
- Arroz y tartana, regia di José Antonio Escrivá – film TV (2003)
- Hospital Central – serie TV, 7 episodi (2004)
- Guante blanco – serie TV, 8 episodi (2008)
- Aída – serie TV, 12 episodi (2010-2012)
- El fútbol nos vuelve locos – serie TV, 2 episodi (2011)
- Grand Hotel - Intrighi e passioni (Gran Hotel) – serial TV, 39 episodi (2011-2013)
- Águila Roja – serie TV, 1 episodio (2013)
- Inquilinos – serie TV, 1 episodio (2013)
- Senza identità (Sin identidad) – serie TV, 23 episodi (2014-2015)
- Apaches – serie TV, 12 episodi (2015, 2017)
- La que se avecina – serie TV, episodio 9x11 (2016)
- Traición – serie TV, 9 episodi (2017-2018)
- Limbo – serie TV, 9 episodi (2018)
- El Continental – serie TV, 6 episodi (2018)
- Alto mare (Alta mar) – serie TV, 22 episodi (2019-2020)
- Yrreal – serie TV, 6 episodi (2021)
- La edad de la ira – miniserie TV, 4 episodi (2022)

### Cortometraggi
- Niño vudú, regia di Toni Bestard (2005)
- Sofía, regia di Álvaro Brechner (2005)
- Babies for Gina, regia di Lara Serodio (2008)
- Santiago de sangre, regia di F. Calvelo (2008)
- Parenthesis, regia di José Luis García-Pérez (2009)
- Ida y vuelta, regia di David Martín Porras (2010)
- Los sueños de Ulma, regia di Rómulo Aguillaume e Leonor Watling (2012)
- Aquellos días, este tiempo, regia di Alejandro Moreno (2022)

## Doppiatori italiani
Nelle versioni in italiano dei suoi film e delle sue serie TV, Eloy Azorín è stato doppiato da:
- Nanni Baldini[1] in Tutto su mia madre[2], in Senza identità[3], in Grand Hotel - Intrighi e passioni[4]
- Ruggero Andreozzi[5] in Pongo, il cane milionario[6], L'età dell'ira[7]
- David Chevalier[8] in Giovanna la pazza[9]
- Francesco Pezzulli[10] in Alto mare[11]

## Riconoscimenti
- Premio Ercilla Revelación (2004)
- Premio come migliore attore al Festival de Internacional de Cinema de Comedia de Peñíscola per Besos para todos